# Charles Cheffins
Charles Frederick Cheffins (10 de septiembre de 1807 - 23 de octubre de 1861) fue un dibujante mecánico, cartógrafo, ingeniero consultor y topógrafo británico. Como asistente de John Ericsson y de George Stephenson, realizó numerosos trabajos de campo para  distintas compañías ferroviarias británicas a mediados del siglo XIX. También es conocido por el Mapa de Ferrocarriles Ingleses y Escoceses de Cheffins de 1850, y por otros mapas.

## Semblanza

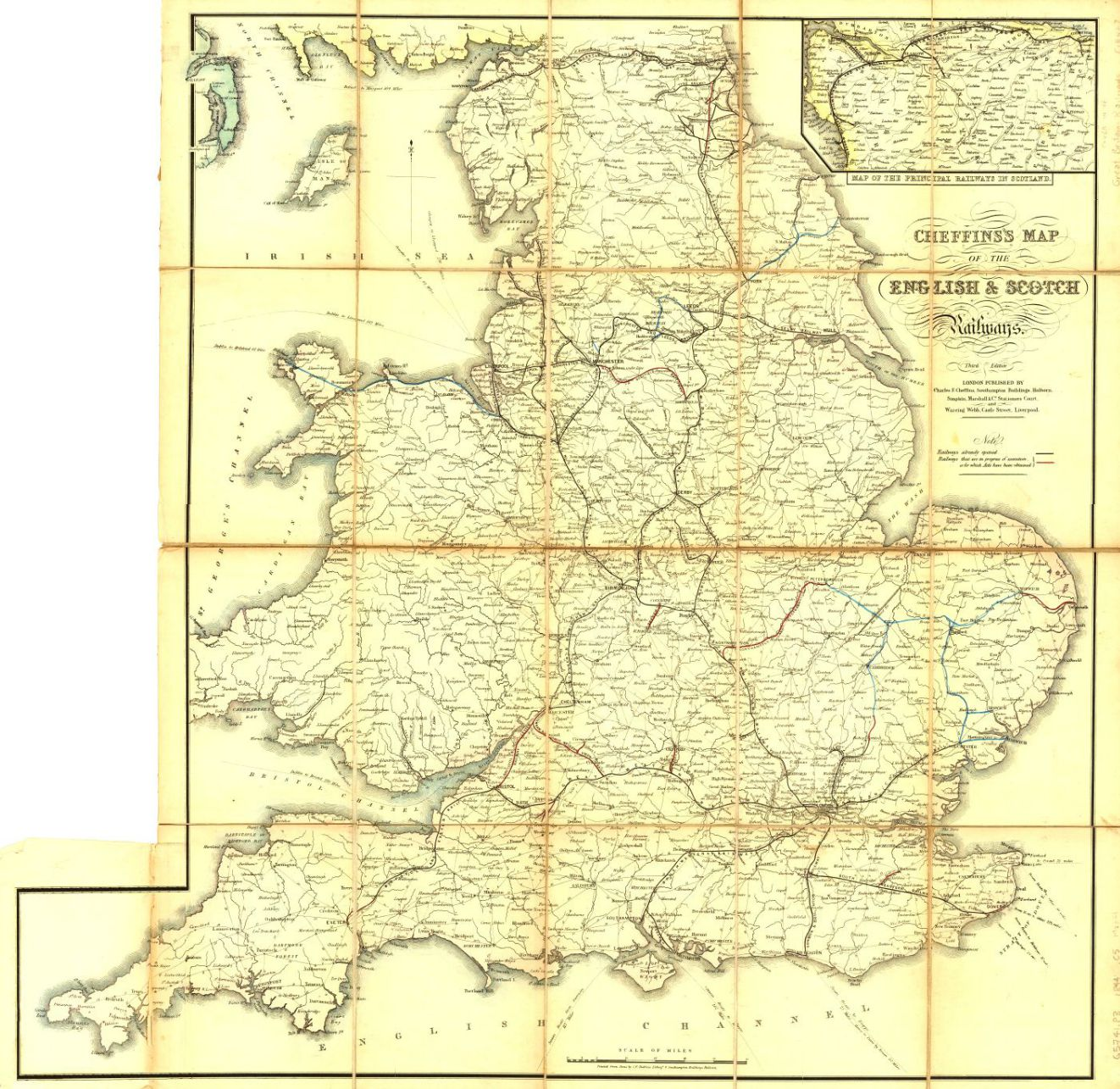
Mapa de Cheffins de los ferrocarriles ingleses y escoceses, 1850

Cheffins nació en Londres, donde su padre era gerente de la New River Waterworks Company y supervisaba la fabricación de las tuberías de madera utilizadas para suministrar agua a la metrópolis. El joven Cheffins fue admitido como alumno en el Christ's Hospital en julio de 1815. Permaneció allí hasta 1822, prosiguiendo diligentemente sus estudios y recibió varias medallas de oro por su dominio de las matemáticas.
Una vez completada su educación, fue aprendiz de los Sres. Newton and Son, agentes de patentes y delineantes mecánicos, donde adquirió el dominio de la realización de dibujos de maquinaria a partir de especificaciones y modelos. Allí permaneció como empleado durante algún tiempo después de completar su aprendizaje.
A partir de 1830, el capitán John Ericsson lo contrató para que lo ayudara a realizar planos de motores de locomotoras. Al año siguiente se convirtió en asistente de George Stephenson y preparó planos y secciones del proyecto del Ferrocarril Grand Junction. Tras completar las presentaciones parlamentarias para el mencionado ferrocarril entre 1832 y 1833, estableció su propio negocio de cartografía y dibujo, y pasó más de dos décadas trabajando como topógrafo para numerosos proyectos de construcción de ferrocarriles en el Reino Unido. En 1838, publicó su primer Mapa del Ferrocarril Grand Junction y el País Adyacente; y al año siguiente, el Mapa oficial del ferrocarril de Londres a Birmingham, Mánchester y Liverpool de Cheffins. En 1846 encargó a John Cooke Bourne que escribiera la Historia del Great Western Railway. Ocasionalmente, Cheffins también publicó trabajos litográficos de otros autores. En el año 1848 había sido elegido Asociado de la Institución de Ingenieros Civiles y continuaba interesándose en todas sus actuaciones.
Un año antes de su muerte en 1861, se disolvió de mutuo acuerdo la sociedad entre Cheffins y sus hijos, como topógrafos, dibujantes y litógrafos. El negocio continuó con Cheffins y su hijo Charles Richard Cheffins como socios. Murió repentinamente a causa de lesiones internas el 23 de octubre de 1861, dejando a su hijo Charles para completar el trabajo que comenzó uno o dos meses antes de su muerte. Se dice que su muerte, a la edad de cincuenta y cuatro años, tuvo un gran impacto en sus amigos, colegas y asistentes, que habían servido bajo su mando en las numerosas campañas parlamentarias en las que había participado, y a muchos de los cuales les había mostrado su amabilidad al recomendarlos para puestos de confianza y responsabilidad en los Ferrocarriles de la India.

## Trabajo

### Diseño de locomotoras

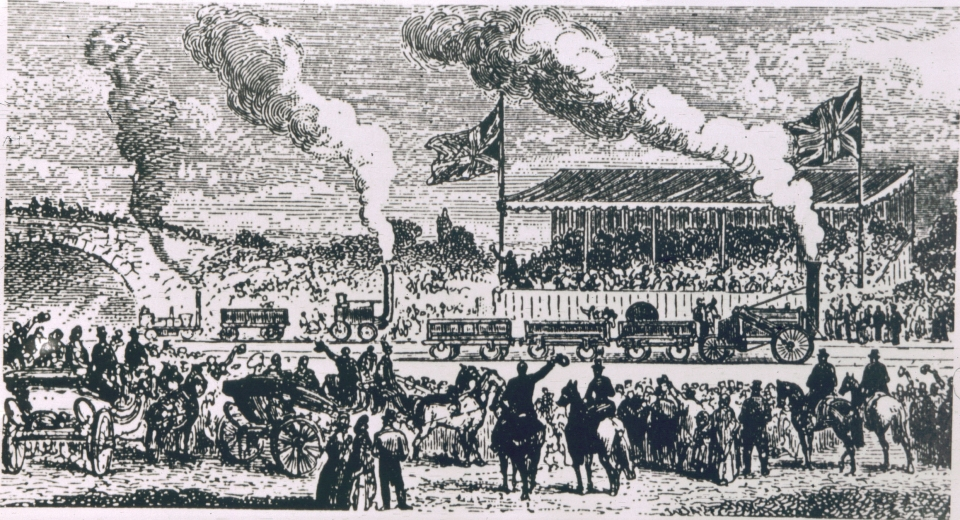
Dibujo contemporáneo de las Pruebas de Rainhill del Illustrated London News

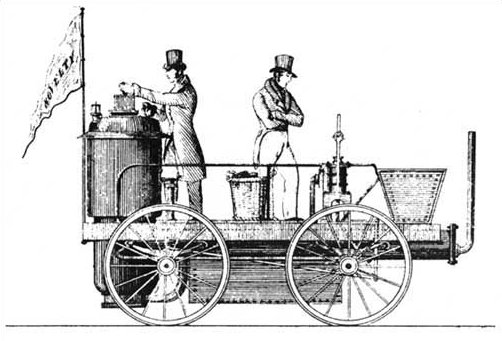
La locomotora Novelty, entrando con Braithwaite y Ericsson a las Pruebas de Rainhil. Ilustración de la revista The Mechanics, 1829

Alrededor del año 1830, el capitán John Ericsson lo contrató para que lo ayudara a realizar los dibujos del motor de la locomotora Novelty, que entonces estaba a punto de ser construida por los Sres. Braithwaite y Ericsson para competir contra la Rocket de Stephenson y otras locomotoras en las Pruebas de Rainhill, organizadas para seleccionar las locomotoras que iban a ser empleadas en el Ferrocarril de Mánchester y Liverpool.
Cheffins estuvo presente en la inauguración del Ferrocarril de Liverpool y Mánchester, y permaneció algún tiempo más con el Capitán Ericsson, haciendo dibujos para otros inventos, entre los que se encontraba una máquina de vapor contra incendios y una máquina calórica, máquinas que llamaron la atención del público, siendo las primeras que entraron en uso general. El conocimiento práctico de la maquinaria de Cheffins lo convirtió en un valioso asistente en la preparación de los diseños.

### Testimonio en juicios por derechos de patente
En 1830, la reputación de Cheffins era tal que testificó a favor de los "acusados" en el caso de infracción de patente de Lord Galloway y Alexander Cochrane contra John Braithwaite y John Ericsson, en el Tribunal de la Cancillería, donde se alegó que las calderas de la locomotora Novelty eran de un tipo demasiado similar a un diseño de los demandantes. Finalmente, el Lord Canciller falló a favor de los demandados.
Posteriormente, Cheffins subiría al estrado en los tribunales de nuevo. En un caso de 1847 narrado en The Railway Record, "Charles F. Cheffins, ingeniero y agrimensor, fue llamado por la defensa, y demostró que había examinado los planos y las secciones en cuestión, detectando tantos errores que el caso quedó bastante claro."

### Ferrocarril Grand Junction
En 1831, Cheffins fue presentado al pionero ferroviario George Stephenson por el topógrafo y socio más antiguo de Stephenson, el Sr. Padley. Después de la exitosa apertura del Ferrocarril de Liverpool y Mánchester, Stephenson se involucró de manera destacada en muchos otros proyectos.
La primera ocupación de Cheffins a las órdenes de Stephenson fue la preparación de los planos y secciones del proyecto del Ferrocarril Grand Junction, que conectaría las ciudades de Birmingham y Liverpool. El carácter perseverante y trabajador de Cheffins fue notado, entre otros ingenieros eminentes, por Joseph Locke, Frederick Swanwick o Daniel Gooch.

### Litografía de la estación de Londres

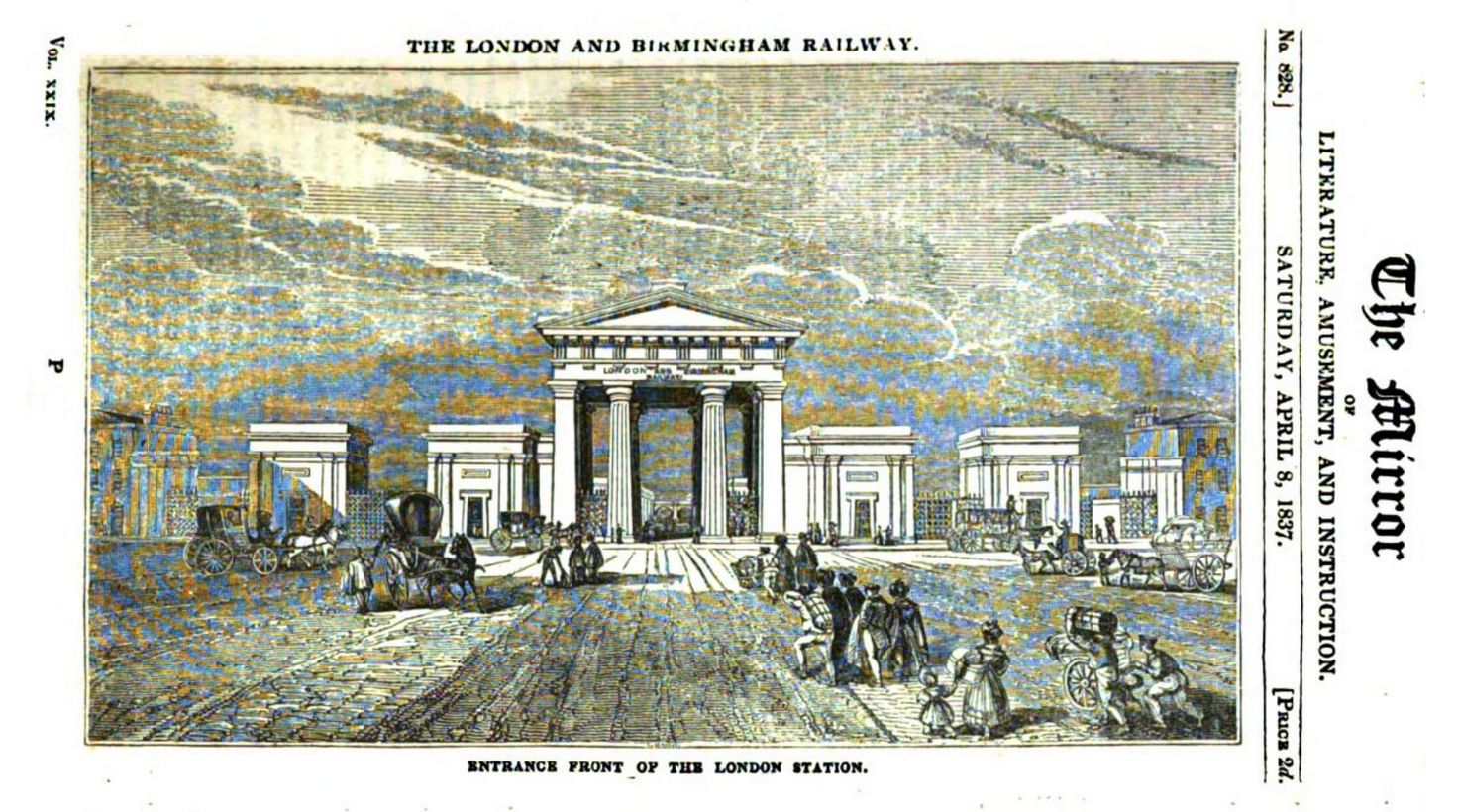
Entrada frontal de la estación de Londres por C.F. Cheffins, grabado publicado el 3 de abril de 1837

En 1830, Cheffins comenzó a realizar litografías, que se publicaron en distintas revistas, como una ilustración que representaba la Estación de Euston del Ferrocarril de Londres y Birmingham, en Button Grove, en una edición de 1837 de The Mirror of Literature, Amusement, and Instruction de John Limbird. El grabado se obtuvo a partir de un dibujo de Thomas Allom litografiado por Cheffins.
La estructura se estaba erigiendo en el momento de la publicación. El edificio fue diseñado por Philip Hardwick, arquitecto de los muelles de St. Katherine, del Goldsmiths' Hall, del City Clubhouse y de otros edificios. La fachada de la estación de tren ocuparía unos 300 pies (91 m) hacia Drummond Street, frente a una amplia apertura hacia Euston Square. El alzado principal consistía en un pórtico dórico griego, con dos antae y dos logias, una a cada lado, esta última destinada a albergar las oficinas de la compañía; los espacios entre las columnas y las antae del pórtico, y también de las logias, estaban cerrados por puertas de hierro. 

### Otros trabajos litográficos

Mapa del brote de cólera de 1854 por John Snow, dibujado e impreso por C.F. Cheffins

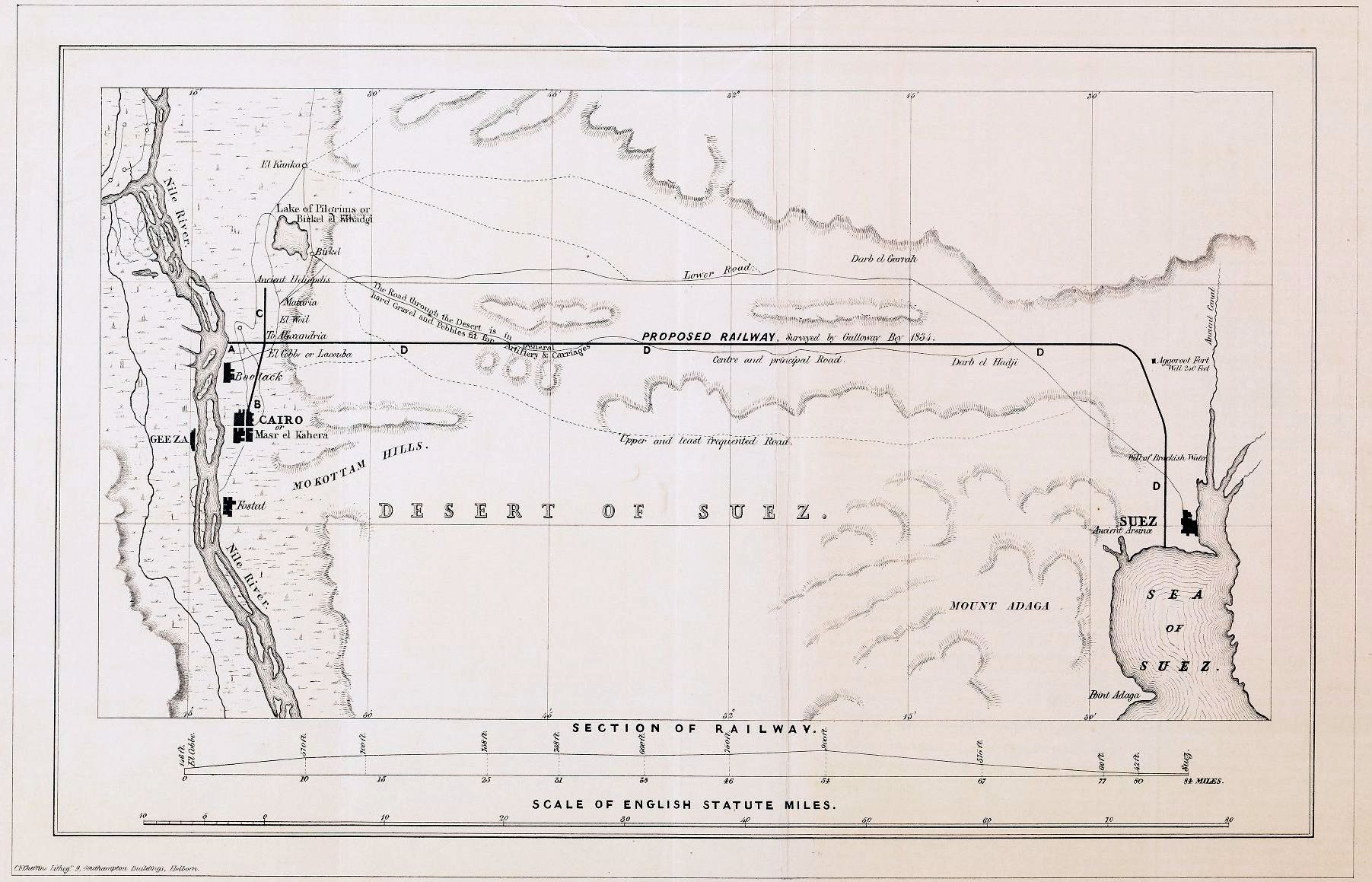
Ferrocarril propuesto desde El Cairo hasta el mar de Suez por C.F. Cheffins, década de 1840

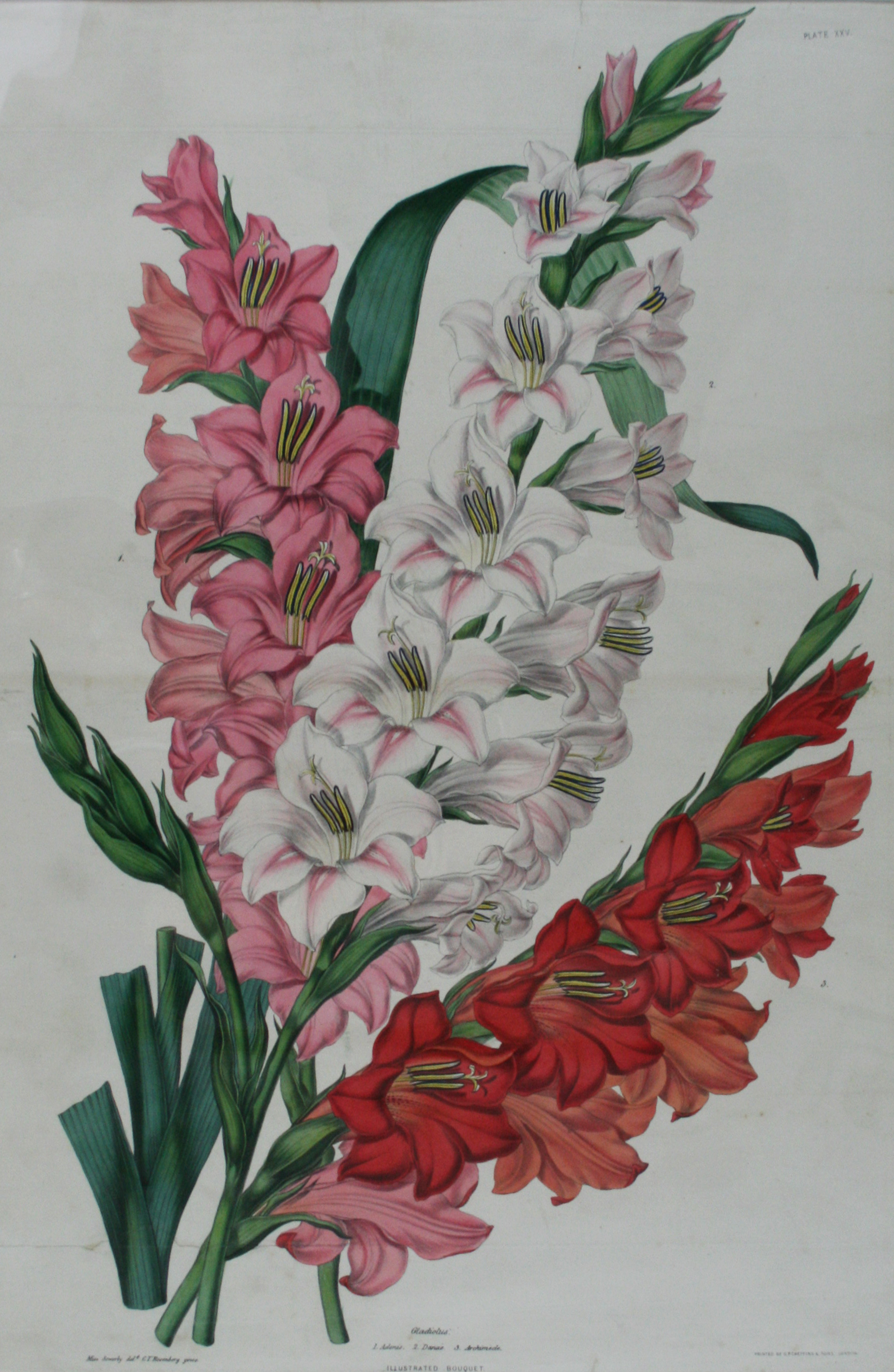
Gladiolos: rojo, rosa y blanco de C.F. Cheffins, 1860

En su estudio del número 9 de Southampton Buildings (en Holborn), Cheffins litografió obras para muchos otros artistas:
- 1837 – En el mes de agosto, Cheffins publicó una placa litografiada de una vista del aparato utilizado en el barco de vapor Francis B. Ogden, con una descripción de su construcción y uso.[13]
- 1837 – Ilustraciones para el libro Paisaje en el norte de Devon . George Rowe; Charles F. Cheffins; Paul Gauci; George Hawkins; Henry Strong; G. Wilkins. Publicado por J. Banfield, Ilfracombe.
- 1844 - Ilustraciones para periódicos trimestrales sobre arquitectura: Cuarenta y un grabados, muchos de los cuales están coloreados de Richard Hamilton Essex; John Richard Jobbins;[14] John Henry Le Keux; Charles F. Cheffins; R Gould; Publicado en Londres por Iohan Weale.
- 1848 – Ilustración "Vista en perspectiva de la maquinaria en Clermont de Fulton" para Henry Bernoulli Barlow.[15]
- 1848 - Ilustraciones para Un boceto del origen y progreso de la navegación a vapor a partir de documentos auténticos de Bennet Woodcroft.[16]
- 1852 - Ilustraciones litografiadas de The Garden Companion and Florists' Guide de Thomas Moore.
- 1852 – Mapa de Londres litografiado diseñado por Benjamin Rees Davies.
- 1854 – Dibujo y publicación del famoso mapa de John Snow que muestra los grupos de casos de cólera en la epidemia de Londres de 1854.[17]

### Proyectos ferroviarios
Al completar las presentaciones parlamentarias para el Ferrocarril Grand Junction, Cheffins terminó su compromiso con Stephenson. Previendo que los proyectos ferroviarios estaban entonces en su infancia y que se podía anticipar mucho trabajo, Cheffins se dedicó exclusivamente al departamento de topografía de la profesión y se estableció en Londres, trabajando de forma independiente, conservando el patrocinio de aquellos con quienes había estado anteriormente. asociado y agregando otros nombres a su lista de amigos. Robert Stephenson, el hijo de George, estaba entre estos últimos, y bajo su dirección y superintendencia, Cheffins preparó muchos de los diseños para la construcción de los puentes del Ferrocarril de Londres y Birmingham. También fue contratado por Stephenson para otros asuntos. Su amistad duró hasta la muerte de Stephenson, y Cheffins siguió teniéndolo en alta estima como alguien crucial para su propio éxito.
En su carrera profesional posterior, Cheffins completó numerosos proyectos para el Ferrocarril de Londres y Blackwall, para el Gran Ferrocarril del Este (entonces Eastern Counties Railway ), para la Líenea de Trent Valley y para el Ferrocarril de Staffordshire Norte, algunos de los cuales vivió para verlos completos, a pesar de la oposición en ambas cámaras del Parlamento de otras empresas y de algunos grandes terratenientes.
En 1846, en reconocimiento a los servicios de Cheffins, los principales ingenieros de la época le obsequiaron, entre otros regalos, con una vajilla.
La última iniciativa de la que Cheffins formó parte fue el Proyecto de Ley del Ferrocarril Great Eastern Northern Junction de 1860 (conocido familiarmente como "Coal Line"), que su amigo George Parker Bidder había puesto en sus manos y en el que se interesó; pero murió antes de su finalización.

## Publicaciones seleccionadas
Cheffins publicó docenas de mapas, la mayoría de ferrocarriles. Una selección: 
- Charles F. Cheffins. London & Birmingham railway: a plan of the line and adjacent country. London: C. F. Cheffins, 1835.
- Charles F. Cheffins. London and Birmingham railway: Map of the Railway from London to Box-Moor, and the adjacent Country. London: Charles F. Cheffins, 1 August 1837; 1838 edition with Thomas W. Streeter.
- Charles F. Cheffins; Thomas W. Streeter. Map of the Grand Junction Railway and adjacent country. 1838
- Charles Frederick Cheffins. Cheffins's Official Map of the Railway from London to Birmingham, Manchester and Liverpool. Wrightson & Webb. 1839
- Charles F. Cheffins; North Woolwich Railway. Plan and section of the North Woolwich Railway, in the counties of Essex and Kent. 1844
- Charles Frederick Cheffins. Cheffins's map of the railways in Great Britain: from the ordnance surveys. 1845
- Charles F. Cheffins. Map of the North Staffordshire lines: deposited with the Clerks of the Peace, Novr. 1845
- Charles F. Cheffins. Plans and Sections of the Norwich and Dereham Railway 1845
- Charles F. Cheffins. Furness Railway. London: C.F. Cheffins, lithographer, 1846.
- Charles Frederick Cheffins. Cheffins's Map of English & Scotch Railways: accurately delineating all the lines at present opened ; and those which are in progress. Corrected to the present time, the map also shows the main roads throughout the kingdom, with the distances between the towns, forming a complete guide for the traveller and tourist. 1847, 1850
- Charles F. Cheffins. Proposed railway from Cairo to the Sea of Suez. London: C.F. Cheffins, 184ff.
- Charles F. Cheffins. Cheffins's station map of the railways in Great Britain, from authentic sources. London: Charles F. Cheffins and Sons, 1859

Otros mapas, una selección:
- Charles Frederick Cheffins. Chart of the Gulf of Mexico, off St. Joseph's Island. R. Hastings, 1841
- Charles Frederick Cheffins. A map of the Republic of Texas and the adjacent territories, indicating the grants of land conceded under the Empresario System of Mexico. London: R. Hastings, 1841.
- Charles Frederick Cheffins; Monroe. Aranzas Bay, as surveyed by Captn. Monroe of the 'Amos Wright{'}. London: R. Hastings, 1841
- Benjamin Rees Davies; Charles F. Cheffins; Orr & Compy.; Letts, Son & Co.,; J. Cross & Son. London and its environs. London: Charles F. Cheffins. 1854[19]
- Charles Frederick Cheffins. Plan of the Manor of Newington Barrow, Otherwise Highbury, in Islington. C.F. Cheffins, Lithr. 1856